# Bisaga (Murter)
Bisaga je nenaseljeni otočić u hrvatskom dijelu Jadranskog mora.
Njegova površina iznosi 0,087 km². Dužina obalne crte iznosi 1,62 km.